# Sofía Cid
Sofía Slovena Cid Versalovic (Copiapó, 29 de septiembre de 1971) es una ingeniera comercial y política chilena independiente de ascendencia libanesa, su padre nacido en El Líbano y criado en Chile, y croata por parte de su madre. Fue Secretaria Regional Ministerial de Economía de la Región de Atacama entre 2010 y 2012. Luego fue Consejera Regional de Atacama entre 2013 y 2016.  Actualmente se desempeña como diputada por el distrito 4 de la Región de Atacama.

## Biografía
Hija de Juan Cid Estefan y Clara Versalovic Calcagno. Es casada con Joshua Lee Johnnes Swaneck Cortés, con quien tiene dos hijos.
Realizó su Enseñanza Básica en el Liceo Sagrado Corazón de Copiapó y los estudios secundarios en el Liceo Católico de Atacama. Posteriormente, se traslada a Santiago para estudiar Ingeniería Comercial en la Universidad Gabriela Mistral, titulándose en esa institución académica de Ingeniera Comercial, mención en Economía.

## Trayectoria profesional
Como profesional, se desempeñó por más de 15 años en el sector privado. Dentro de lo más importante, fue Managment en Atacama Lodge Hotel. que es el lodge de su suegro

## Carrera política
El 11 de marzo de 2010, asume como Secretaria Regional Ministerial (Seremi) de Economía de la Región de Atacama, cargo que desempeñó hasta agosto de 2013, en que renuncia para competir por un cupo en el Consejo Regional de Atacama por Copiapó.
En las primeras elecciones para Consejeros Regionales, realizadas en 17 de noviembre de 2013, presentó su candidatura a Consejera Regional por Copiapó, en representación del partido Unión Demócrata Independiente, resultando electa con 3029 votos, equivalentes al 7,03 %, obteniendo la segunda mayoría.
El 21 de julio de 2016, presenta su renuncia a su cargo de Consejera Regional de Atacama para competir por la Alcaldía de Copiapó, en calidad de Independiente; obtuvo 6668 votos, equivalentes al 16,98 % de los sufragios, no resultando electa.
En 2017 entra a competir por un cupo en la Cámara de Diputados. Inscribe su candidatura a la Cámara, en representación del partido Renovación Nacional, por el 4° Distrito, que comprende las comunas de Alto del Carmen, Caldera, Chañaral, Copiapó, Diego de Almagro, Freirina, Huasco, Tierra Amarilla y Vallenar, resultando electa con 13 318 votos, equivalentes al 14,20 % de los sufragios.
Es integrante de las comisiones permanentes Hacienda; Economía, Fomento, Micro, Pequeña y Mediana Empresa, Protección de los Consumidores y Turismo; y Revisora de Cuentas. Asimismo, fue integrante de las comisiones permanentes de Minería y Energía; y Régimen Interno y Administración.
Ha participado como integrantes de las comisiones especiales investigadoras (CEI) sobre: Uso de recursos (Ley Reservada del Cobre) en reconstrucción por aluviones en Antofagasta y Atacama; y Comisión Especial Investigadora de actos del INE en relación con la determinación del IPC.
Integra el Comité Parlamentario de RN.

## Historial electoral

### Elecciones de consejeros regionales de 2013
- Elecciones de consejeros regionales de 2013 por la circunscripción electoral de Copiapó.

Esta circunscripción provincial está compuesta por las comunas de: Copiapó, Caldera y Tierra Amarilla.

### Elecciones de alcaldes de 2016
- Elecciones municipales de 2016 para la alcaldía de la comuna de Copiapó.[10]

### Elecciones parlamentarias de 2017
- Elecciones parlamentarias de 2017 a Diputado por el distrito 4 (Alto del Carmen, Caldera, Chañaral, Copiapó, Diego de Almagro, Freirina, Huasco, Tierra Amarilla y Vallenar)[7]

### Elecciones parlamentarias de 2021
- Elecciones parlamentarias de 2021 a Diputado por el distrito 4 (Alto del Carmen, Caldera, Chañaral, Copiapó, Diego de Almagro, Freirina, Huasco, Tierra Amarilla y Vallenar)[11]